# Yokkaichi-juku
Yokkaichi-juku (四日市宿, Yokkaichi-juku) était la quarante-troisième des cinquante-trois stations du Tōkaidō. À présent située dans la ville de Yokkaichi, préfecture de Mie au Japon, elle était éloignée de 12,8 km de Kuwana-juku, la précédente station (shukuba).

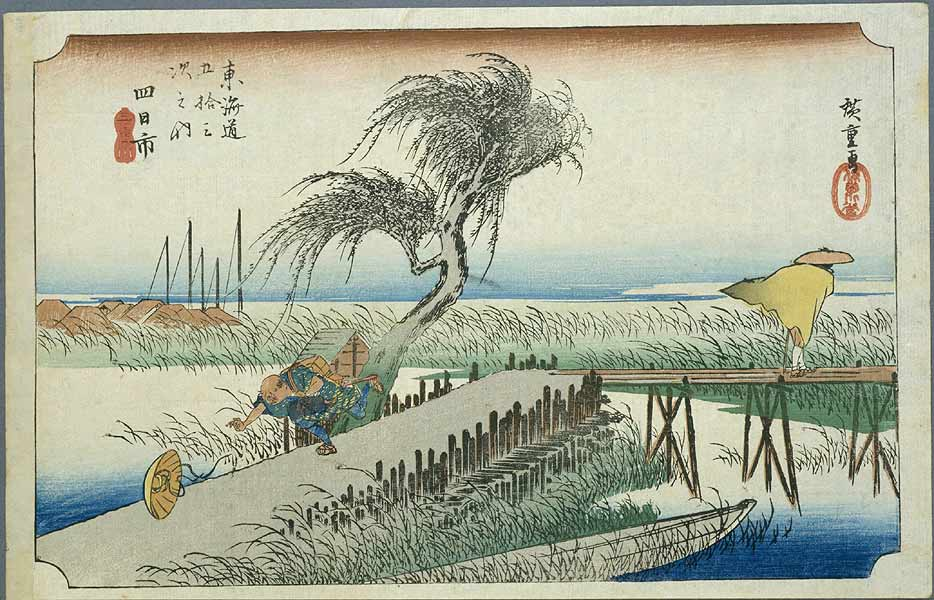
Yokkaichi-juku dans les années 1830, estampe de Hiroshige de la série Les Cinquante-trois Stations du Tōkaidō

Yokkaichi-juku était située à l'intersection du Tōkaidō et du Ise Sangū Kaidō qu'empruntaient les voyageurs pour se rendre au sanctuaire Ise-jingū.